# Alternativa Ciudadana 25 de Maig
Alternativa Ciutadana 25 de Maig (AC 25-M) és un partit polític assembleari, ciutadanista i d'esquerres d'àmbit insular (Lanzarote, Canàries).
Es va formar en l'any 2004, de cara a les eleccions municipals, al cabildo i autonòmiques del 25 de maig d'aquest any (d'aquí el nom). Sorgeix a partir dels moviments socials, veïnals i ecologistes desenvolupats a l'illa en els anys anteriors. Promou la democràcia participativa, la defensa d'un model econòmic alternatiu per a l'arxipèlag canari, la potenciació de la cultura canària i la seva trobada amb altres cultures, i la defensa dels Drets Humans.
A les eleccions al Parlament de Canàries de 2003 va aconseguir al voltant de 3.000 vots (3.161 cabildo, 3.022 municipals i 2.719 al Parlament de Canàries) i obtingueren un conseller en el Cabildo Insular de Lanzarote i 5 regidors (2 a Arrecife, 1 a San Bartolomé de Ajéi, 1 a Teguise i 1 a Ties).
A les eleccions generals espanyoles de 2004 es va presentar en el conjunt de l'arxipèlag en coalició amb Esquerra Unida Canària i Els Verds de Canàries. Aquesta coalició obtingué a l'illa de Lanzarote 2.536 vots, així com 5.360 vots la candidatura de AC-25M al senat per la circumscripció insular. En l'any 2007, després d'enfrontaments interns, AC25M va patir una escissió, passant el conseller del cabildo Pedro Hernández Camacho a la nova formació política denominada Illa Alternativa. A les eleccions del 27 de maig del 2007, AC25M es va presentar al Parlament de Canàries en coalició amb el partit d'esquerra nacionalista Alternativa Popular Canària però no va aconseguir representació. A les eleccions locals va perdre el conseller en el cabildo i va conservar els dos regidors en l'ajuntament d'Arrecife.
En les Eleccions al Parlament de Canàries de 2011 es presenta com a Alternativa Sí se puede (ACSSP) establint una candidatura unitària ecosocialista amb altres organitzacions, amb Alternativa Sí se puede a Tenerife i a La Gomera, i a Gran Canària (amb Canàries por la Izquierda). La coalició va obtenir 19.020 vots i cap escó En maig de 2015 mostrà el seu suport a Podem.
En les eleccions generals espanyoles de 2016 es van sumar a la coalició Unidos Podemos amb un candidat independent en la circumscripció de Las Palmas.